# غاري أوكس
غاري أوكس (بالإنجليزية: Gary Oakes) هو منافس ألعاب قوى بريطاني، ولد في 21 سبتمبر 1958 في لندن في المملكة المتحدة.

## وصلات خارجية
- غاري أوكس على موقع الاتحاد الدولي لألعاب القوى (الإنجليزية)
- غاري أوكس على موقع اللجنة الأولمبية الدولية (الإنجليزية)
- غاري أوكس على موقع أوليمبيديا (الإنجليزية)
- غاري أوكس على موقع اللجنة الأولمبية البريطانية (الإنجليزية)
- غاري أوكس على موقع اتحاد ألعاب الكومنولث (مؤرشف) (الإنجليزية)